# Les Rosiers-sur-Loire
Les Rosiers-sur-Loire è un ex comune francese di 2 385 abitanti situato nel dipartimento del Maine e Loira nella regione dei Paesi della Loira. Dal 1º gennaio 2018, il comune forma con Saint-Martin-de-la-Place e Gennes il nuovo comune di Gennes-Val-de-Loire.

## Società

### Evoluzione demografica
Abitanti censiti